# Aeroportul Comodoro Pierrestegui
Aeroportul Comodoro Pierrestegui (IATA: COC, ICAO: SAAC) este un aeroport din Provincia Entre Ríos, Argentina ce deservește zona Concordia⁠(d). Aeroportul a fost tranzitat în martie 2021 de 0 pasageri.
Situat la o altitudine de 34 m, aeroportul dispune de o singură pistă. Este operat de Concordia (municipio)⁠(d).